# 黎静
黎静（1961年11月—），女，汉族，广东广州人，中华人民共和国政治人物，广东省归国华侨联合会党组书记、主席，中华全国归国华侨联合会副主席。